# Palaeoloxodon naumanni
Palaeoloxodon naumanni —  вимерлий вид, роду Palaeoloxodon, знайдений на Японському архіпелазі, що існував в середньому та пізньому плейстоцені приблизно 330 000–24 000 років тому. Названий на честь Генріха Едмунда Науманна, який виявив перші скам'янілості в Йокосука, Канагава, Японія. 
Скам'янілості,  P. naumanni, також відомі з Китаю та Кореї, хоча статус цих зразків не визначений, і деякі автори вважають їх належними до окремих видів.

## Опис
P. naumanni, як і інші представники роду Palaeoloxodon, мав тім'яно-потиличний гребінь на верхній частині черепа. 
У порівнянні з іншими євразійськими видами Palaeoloxodon, тім'яно-потиличний гребінь був розвинений лише слабко. 

P. naumanni має реконструйовану висоту плеча від 2 до 2,8 м, при цьому самці помітно більші за самок. 
Бивні були загнуті вгору і дещо закручені у самців, але були відносно прямими і незакрученими у самок і досягали максимальної довжини приблизно 2,2-2,4 м і максимального діаметра 20 см. 

## Відкриття та номенклатура
У 1860 році в Йокосуці та на дні Внутрішнього Японського моря були знайдені перші скам’янілі рештки. 
Генріх Едмунд Науманн дослідив ці скам’янілості та опублікував результати в «Ueber japanische Elephanten der Vorzeit» (1882). 
Науманн класифікував скам'янілість як Elephas namadicus Falconer & Cautley. 
У 1924 році Дзіро Макіяма дослідив скам’янілості, знайдені в Хамамацу, префектура Сідзуока, і у своїй книзі «Нотатки про викопного слона з Сахамми, Тотомі» повідомив, що слон був раніше невизначеним підвидом, і назвав скам’янілість Elephas namadicus naumannni. Ідентифікований Тадао Камей Elephas namadicus naumanni як новий вид, який називається Palaeoloxodon naumanni, зі скам'янілостей, знайдених в озері Нодзірі. 
Його також іменували Elephas naumanni. 

Деякі автори приписують цьому виду рештки з материкового Китаю та Кореї. 
Проте інші автори відносять китайські рештки, що значно більші за японський P. naumanii, до окремого виду P. huaihoensis, спочатку названого як підвид P. naumanni. 

## Ареал
P. naumanni відомий у сотнях місць на Японському архіпелазі, на північ до Хоккайдо
, 
де під час пізнього плейстоцену він мав спільний ареал з шерстистим мамонтом у теплі періоди. 
 
Припускають, що він віддавав перевагу помірним лісовим середовищам, включаючи широколистяні дерева та хвойні породи. 

## Еволюція і вимирання
Найдавніша відома дата для цього виду — близько 330 000 років тому, 

коли він, ймовірно, замінив більш раннього хоботного Stegodon orientalis, який прибув з материкової Східної Азії за декілька сотень тисяч років тому. 

Останні перевірені рештки датуються приблизно 24 Кілороки до сьогодення, під час ранніх стадій останнього льодовикового максимуму. 
Будь-які новіші дати вважають хибними. 

## Відносини з людьми
Рештки P. naumanni на озері Нодзірі в префектурі Нагано, датовані приблизно 37 Кілороків тому, були знайдені разом із багатьма камінними артефактами та кістяними знаряддями, що свідчить про те, що слонів освіжували люди на місці. 